# Sandy Martens
Sandy Martens (ur. 23 grudnia 1972 w Opbrakel) – belgijski piłkarz grający na pozycji prawego obrońcy lub pomocnika.

## Kariera klubowa
Karierę piłkarską Martens rozpoczynał w klubie Olsa Brakel. W 1994 roku przeszedł do KAA Gent i wtedy też zadebiutował w jego barwach w pierwszej lidze belgijskiej. Od debiutanckiego sezonu był podstawowym zawodnikiem klubu z Gandawy, w którym grał do końca sezonu 1998/1999.
Latem 1999 roku Martens przeszedł do Club Brugge, gdzie podobnie jak w Gent grał w podstawowym składzie. Swoje pierwsze sukcesy z Brugge osiągnął w 2002 roku, gdy zdobył Puchar oraz Superpuchar Belgii. Z kolei w 2003 roku wywalczył mistrzostwo kraju, a latem tamtego roku ponownie sięgnął po superpuchar. W Brugge grał do końca 2003 roku.
Na początku 2004 roku Martens wrócił do KAA Gent. Grał w nim przez kolejne trzy sezony, a w 2007 roku przeszedł do drugoligowego wówczas KSK Beveren. Następnie w 2008 roku został zawodnikiem trzecioligowego KSV Oudenaarde.
| Sezon   | Klub           | Kraj   | Rozgrywki     | Mecze | Bramki |
| ------- | -------------- | ------ | ------------- | ----- | ------ |
| 1994/95 | KAA Gent       | Belgia | Eerste Klasse | 31    | 10     |
| 1995/96 | KAA Gent       | Belgia | Eerste Klasse | 32    | 9      |
| 1996/97 | KAA Gent       | Belgia | Eerste Klasse | 30    | 6      |
| 1997/98 | KAA Gent       | Belgia | Eerste Klasse | 22    | 6      |
| 1998/99 | KAA Gent       | Belgia | Eerste Klasse | 28    | 8      |
| 1999/00 | Club Brugge    | Belgia | Eerste Klasse | 28    | 4      |
| 2000/01 | Club Brugge    | Belgia | Eerste Klasse | 31    | 8      |
| 2001/02 | Club Brugge    | Belgia | Eerste Klasse | 26    | 5      |
| 2002/03 | Club Brugge    | Belgia | Eerste Klasse | 30    | 15     |
| 2003/04 | Club Brugge    | Belgia | Eerste Klasse | 15    | 2      |
| 2003/04 | KAA Gent       | Belgia | Eerste Klasse | 11    | 0      |
| 2004/05 | KAA Gent       | Belgia | Eerste Klasse | 3     | 1      |
| 2005/06 | KAA Gent       | Belgia | Eerste Klasse | 28    | 2      |
| 2006/07 | KAA Gent       | Belgia | Eerste Klasse | 7     | 1      |
| 2007/08 | KSK Beveren    | Belgia | Tweede Klasse | 26    | 5      |
| 2008/09 | KSV Oudenaarde | Belgia | Division 3A   | 16    | 8      |
| 2009/10 | KSV Oudenaarde | Belgia | Division 3A   | 32    | 17     |
| 2010/11 | KSV Oudenaarde | Belgia | Division 3A   | 24    | 6      |

## Kariera reprezentacyjna
Swoje pierwsze powołanie do reprezentacji Belgii Martens otrzymał w 1995 roku od selekcjonera Paula Van Himsta na mecz z Macedonią (5:0), jednak nie zagrał w nim. W kadrze narodowej zadebiutował 4 lata później, 27 marca 1999 roku w przegranym 0:1 towarzyskim spotkaniu z Bułgarią. Od 1999 do 2003 roku rozegrał w kadrze narodowej 11 meczów i strzelił 2 gole.
| Mecze i gole w reprezentacji | Mecze i gole w reprezentacji | Mecze i gole w reprezentacji | Mecze i gole w reprezentacji | Mecze i gole w reprezentacji | Mecze i gole w reprezentacji | Mecze i gole w reprezentacji |
| #                            | Data                         | Stadion                      | Rywal                        | Wynik                        | Gol                          | Rozgrywki                    |
| 1999                         | 1999                         | 1999                         | 1999                         | 1999                         | 1999                         | 1999                         |
| ---------------------------- | ---------------------------- | ---------------------------- | ---------------------------- | ---------------------------- | ---------------------------- | ---------------------------- |
| 1.                           | 27.03.1999                   | Bruksela, Belgia             | Bułgaria                     | 0:1                          | 0                            | towarzyski                   |
| 2.                           | 30.03.1999                   | Liège, Belgia                | Egipt                        | 0:1                          | 0                            | towarzyski                   |
| 3.                           | 30.05.1999                   | Kioto, Japonia               | Peru                         | 1:1                          | 0                            | towarzyski                   |
| 4.                           | 03.06.1999                   | Tokio, Japonia               | Japonia                      | 0:0                          | 0                            | towarzyski                   |
| 5.                           | 05.06.1999                   | Seul, Korea Południowa       | Korea Południowa             | 2:1                          | 2                            | towarzyski                   |
| 6.                           | 18.08.1999                   | Brugia, Belgia               | Finlandia                    | 3:4                          | 0                            | towarzyski                   |
| 2003                         |                              |                              |                              |                              |                              |                              |
| 7.                           | 12.02.2003                   | Annaba, Algieria             | Algieria                     | 3:1                          | 0                            | towarzyski                   |
| 8.                           | 30.04.2003                   | Bruksela, Belgia             | Polska                       | 3:1                          | 0                            | towarzyski                   |
| 9.                           | 11.06.2003                   | Gandawa, Belgia              | Andora                       | 3:0                          | 0                            | el. ME 2004                  |
| 10.                          | 20.08.2003                   | Bruksela, Belgia             | Holandia                     | 1:1                          | 0                            | towarzyski                   |
| 11.                          | 10.09.2003                   | Bruksela, Belgia             | Chorwacja                    | 2:1                          | 0                            | el. ME 2004                  |